# Michael Graßl
Michael Graßl (* 1956 in Ingolstadt) ist ein deutscher Bildhauer.

## Leben und Werk
Graßl besuchte von 1975 bis 1978 Berufsfachschule für Holzbildhauer in Garmisch-Partenkirchen und von 1981 bis 1986 die Akademie der Bildenden Künste München bei Erich Koch. Von 1984 bis 1986 war er Meisterschüler und schloss mit dem Diplom der Bildhauerei ab. Ab 2009 war er Lehrer am Gymnasium in Beilngries, später auch am Apian-Gymnasium in Ingolstadt.
Graßls Schaffensschwerpunkte sind u. a. Kunst am Bau, Wohnraum, Grafiken und Grabmale.

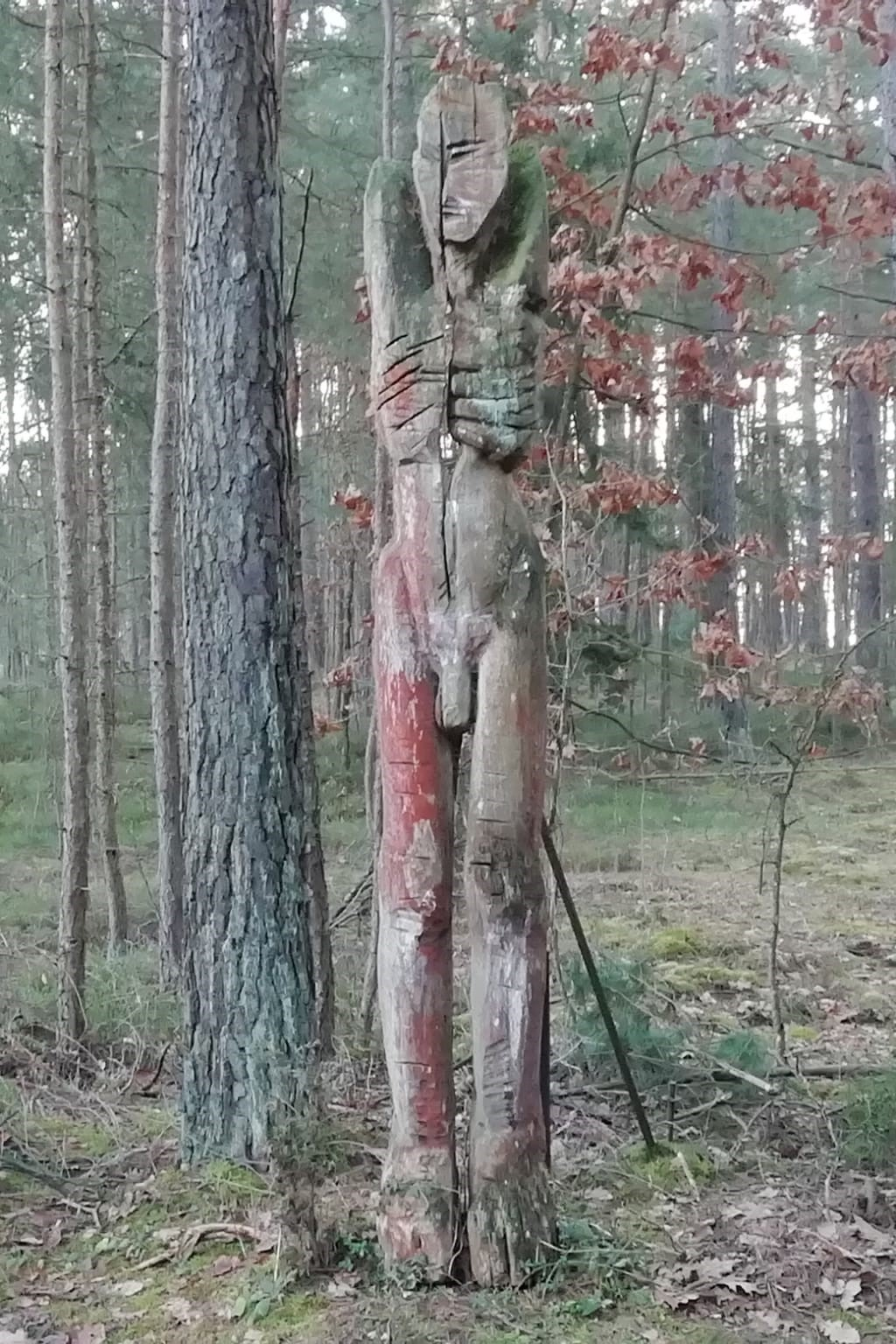
Der zerrissene Mensch als Protest gegen die WAA-Wackersdorf

Graßl engagierte sich gegen den Bau der atomaren Wiederaufarbeitungsanlage Wackersdorf (WAA). Dazu fertigte er 1987 eine 3 m hohe Holzskulptur „Der zerrissene Mensch“. Die Skulptur sollte „das Leiden und die Ängste der Menschen, die mit der WAA leben und kämpfen mussten, ausdrücken.“ Die Figur wurde 1987 zwischen Franziskus-Marterl und dem Kreuz von Wackersdorf aufgerichtet.

## Ausstellungen
Graßl zeigte seine Werke u. a. auf dem Deutschen Katholikentag 1984, von 1985 bis 1990 im Haus der Kunst in München, 1985 in der Lothringer Straße (München), 1986 in der Weißsche Galerie (München), 1986 Ausstellung im Stadttheater Ingolstadt, von 1985 bis 1989 Kunst im Schloss Wertingen, 1987 Vera Icon (Freising), 1986–1988 Bildhauergruppe `Prisma Sculpturale` in Eichstätt, Wasserburg, München, Kleinniedersheim/Pfalz, 1989/90 Kunst und Projekt (Ingolstadt), 1991 Kunst und Religion (Eislingen), von 1985 bis 1993 Verbandsausstellungen (BBK) in Ingolstadt, Bonn, Kairo, 1994 Kunst – Hallbergmoos, 1994 Monotypien – Galerie Modern Art (Ingolstadt), 1995 Galerie im Stadttheater Ingolstadt, 1996 „Kreuz mit dem Kreuz“ (Ingolstadt), 1997 Kunst in der Regierung von Oberbayern (München), 1999 „Skulpturen in Holz“ Galerie im Posthamerhaus (Ingolstadt), 1999 Werkstatt-Galerie Hans Dollinger, 2000 Städtische Galerie Kragujevac (Serbien), 2002 Harderbastei (Ingolstadt), 2004 Städtische Galerie Murska Sobota (Slowenien)

## Auftragsarbeiten
- 1987/88 Skulpturen Fachoberschule (Kriegsspital (Ingolstadt))
- 1989 „Graßl-Krippe“, thematisiert auch die Asylproblematik (Ingolstadt)[8]
- 1990 Kruzifixus, Evangelische Pfarrkirche St. Maria (Kleinweisach)[9]
- 1991 Altar, Seniorenheim (Neubiberg bei München)
- 1993/94 Arbeiten zum Meditationsraum, Pfarrkirche St. Bartholomäus (Pegnitz)
- 1996 Altarbild, Pegnitz
- 1996 Skulptur und gestalterische Arbeiten in der Evangelische Akademie (Meißen)
- 1996–1999 Bilderzyklus „Die vier Jahreszeiten“ im Bauerngerätemuseum (Ingolstadt)
- 1997/98 Skulptur, Montessori-Schule (Ingolstadt)
- 1999 Skulptur für Außenanlage, Audi (Ingolstadt)
- 2000 Schulhofgestaltung, Ostendschule (Neuburg an der Donau)
- 2003 Finanzamt Pfaffenhofen an der Ilm, Wettbewerb Skulptur Außenanlage, 2. Preisträger
- 2003 Skulptur und Bildnis, Hauptschule auf der Schanz, (Ingolstadt)
- 2004 Bronzeplastik Nepomuk, Konrad-Adenauer-Brücke (Ingolstadt)
- 2004 Skulpturen in Holz, Grabmale (Ingolstadt)[10]
- 2005 Meditationsraum Hollerstauden (Ingolstadt)
- 2005 Wandrelief St. Augustin (Ingolstadt)
- 2005 Gesamtgestaltung Kapelle am Auwaldsee (Ingolstadt)[11]
- 2005 Gartenskulptur, Mailing (Ingolstadt)
- 2006 Skulptur, Ärztehaus, (Grünwald bei München)
- 2008 Außenraumgestaltung Bücherei St. Augustin (Ingolstadt)
- 2008 „Die Schamanin“ (Kipfenberg)[12]
- 2010 „Die Musen“ Reuchlin-Gymnasium (Ingolstadt)
- 2025 Osterkerzen-Leuchter St. Anton (Ingolstadt)[13]

## Auszeichnungen
- 1986 Kunstförderpreis der Stadt Ingolstadt[14]
- 1986 Kunstpreis, Dachau im Schloss, Preisträger
- 1994 Kunstpreis, Sparkasse Ingolstadt, Preisträger

## Dokumentationen
- Atelierbesuche, Bayerisches Fernsehen 1998, 30 Min
- Atelierbesuche: Künstler aus Ingolstadt ; Michael Graßl, Werner Kapfer, Ulla M. Scholl, Babette Ueberschär; eine Ausstellung im Rahmen der Sendereihe: „Atelierbesuche“ des Bayerischen Rundfunks, 12. Dezember 1997 bis 4. Januar 1998, Städtische Galerie Harderbastei, Ingolstadt 1997
- Zeichen des Zorns; Zeichen des Muts – Evokative Skulpturen eines jungen Bildhauers. - mit Interview in: Bayerisches Kulturmagazin 2/1987